# 임나 4현
임나 4현(任那四縣)은 《일본서기》(日本書紀)에 등장하는 고대 한반도 남부의 상다리(上哆唎), 하다리(下多唎), 사타(娑陀), 모루(牟婁)의 4개 지역을 가리키는 지명이다.

## 개요
《일본서기》 권17 게이타이 천황(繼體天皇) 6년(512년) 겨울 12월조에는, 백제가 왜국에 사신을 보내어 별도로 임나국(任那國)의 상다리, 하다리, 사타, 모루의 4현을 청한 것에 대해, 왜국의 다리노쿠니노미코토모치(哆唎國守) 호즈미노오미 오시야마(穗積臣押山)가 "이 4현은 백제와 인접해 있고 일본(왜국)과는 멀리 떨어져 있어, 아침 저녁으로 다니기 쉽고 닭과 개의 주인도 구별할 수 없을 정도니 지금 백제에게 주어 합쳐서 같은 나라로 만들면 굳게 지키는 계책이 이보다 나은 것이 없을 것입니다. 비록 주어서 나라를 합치더라도 후세에는 오히려 위태로울 것인데, 하물며 다른 곳이 된다면 몇 년이나 지킬 수 있겠습니까"라며 백제의 편을 들었고, 오오토모노오무라치 가나무라(大伴大連金村)도 이에 동조해, 왜에서는 모노노베노오무라치 아라카비(物部大連麤鹿火)를 백제에 보내 칙을 선포하려고 했다.
아라카비의 처가 스미요시 대신(主吉大神)의 오진 천황에 대한 신탁과 진구 황후의 고사를 들먹이며 남편을 말렸고 아내의 권유대로 아라카비는 병을 핑계대며 사신으로 가지 않으려 했지만, 왜국은 기어이 다른 사신으로 교체해 백제에 보내 임나 4현의 백제 영유를 인정할 뜻을 밝혔다. 이때 마침 다른 문제로 이를 뒤늦게서야 들은 게이타이 천황의 아들 오에 황자(大兄皇子)가 전에 뒤늦게 칙을 선포한 것을 알고 놀라서 히타카노 키시(日鷹吉士)를 다시 백제로 보내어 백제의 객(百濟客)에게 의사를 철회하겠다고 전했지만, 백제의 사신은 "부왕께서 이미 결정한 일인데 아들이 나서서 그걸 함부로 고칠 수는 없다"며 무시해버렸다고 한다. 《일본서기》는 이 기록 말미에 당시 오토모노 가네마로와 호즈미노 오시야마가 백제의 뇌물을 받았었다는 소문이 나돌았다고 적고 있다.

## 임나 4현의 위치[1]
임나 4현의 위치 비정에 관한 연구는 일본 학계를 중심으로 시작되었으며, 다양한 지역이 비정지로 제시되었다. 먼저, 쓰다 소키치와 이마니시 류는 임나 4현을 ‘임나일본부’의 직할지로 보며, 백제가 차지한 ‘하한(下韓)’과 동일하게 간주하였다. 이들은 각각 하동과 곤양, 진주, 함안 지역으로 비정하였다. 미시나 아키히데(三品彰英)도 비슷한 견해에서 마산, 사천 연해, 웅천·거제도, 사천 서쪽 사평 등으로 비정하였다.
아유카이 후사노신은 음상사에 근거한 지명 분석을 통해 4현이 보다 넓은 지역에 분포한다고 보았으며, 이를 전북 고산, 충남 진산, 경북 상주, 전북 진안군 용담으로 비정하였다. 스에마쓰 야스카즈는 새로운 관점에서 전북 일부 지역과 전남 서남부 영산강 유역을 주목하며, 광주·진원, 구례, 영광·고창·무안으로 비정하였다. 야기 미쓰루(八木充)는 전남 임해지역에서 4현의 위치를 찾았다. 반면, 최근들어 다나카 도시아키는 영산강 유역의 영암, 광주, 함평·무장, 영광·무안으로 비정했다. 구마가이 기미오(熊谷公男)는 영산강 유역에 분포한 전방후원분을 근거로 이 지역을 주목하였다.
한국 학자들은 다른 관점을 제시했는데, 김정학과 정중환은 임나 4현을 섬진강 하구에서 낙동강 유역에 이르는 함양, 산청 등지의 가야와 백제 사이의 완충지대로 보았다. 천관우는 백제가 남쪽으로 진출하는 길로 상정하여 낙동강 낙동강 상, 중류 방면의 의성군 다인, 칠곡군 인동, 예천으로 각각 비정하였다.
반면, 전영래는 기존과는 다른 관점에서 여수반도, 돌산도, 순천, 광양으로 비정하였다. 이후 연민수, 김태식, 이동희, 박천수 등도 전영래의 설을 고고학 자료로 보완하며 동의하였다. 이근우는 4현을 백제가 498~512년에 영역화한 지역으로 보고, 동성왕대의 남진과정을 고려하여 강진 동쪽의 보성, 벌교, 순천, 광양으로 비정하였다.
이외에도 소위 재야사학계에서는 구글의 챗봇 바드와의 대화 및 음상사적 유사성을 근거로 일본 열도 내에 임나4현을 비정하기도 한다.

## 같이 보기
- 무령왕
- 임나일본부설